# Орашје (Јегуновце)
Орашје (мкд. Орашје) је насеље у Северној Македонији, у северном делу државе. Орашје припада општини Јегуновце.

## Географија
Насеље Орашје је смештено у северном делу Северне Македоније. Од најближег већег града, Тетова, насеље је удаљено 22 km североисточно.
Орашје се налази у доњем делу историјске области Полог. Насеље је положено на северном ободу Полошког поља. Јужно насеља се пружа поље, а северно и западно се издиже Шар-планина. Надморска висина насеља је приближно 620 метара.
Клима у насељу је умерено континентална.

## Становништво
Орашје је према последњем попису из 2002. године имало 1.084 становника.
Претежно становништво у насељу су Албанци (97%).
Већинска вероисповест је ислам.